# Indisk løbeand
Indisk løbeand er en race af Anas platyrhynchos domesticus, tamanden. De står oprejst som pingviner, og i stedet for at vakle, løber de. Hunnerne kan lægge så mange som 125 til 200 æg om året. De blev opdrættet på de indonesiske øer Lombok, Java og Bali. Indiske løbeænder er opdrættet til at spise snegle, snegleæg og andre skadedyr. I asien drives store flokke på 1.000-10.000 løbeænder via pramme og lastbiler ud i plantager og på høstede marker, hvor de "tømmer" dem for skadedyr.
Disse ænder flyver ikke og danner kun sjældent reder og ruger sjældent deres egne æg. De løber eller går og taber ofte deres æg, uanset hvor de er. Racen ankom til den vestlige verden i det 19. århundrede; de er siden blevet avlet til at have en bred vifte af farver.

## Yderligere læsning
- Yoder, Levi D. (1910). Natural and artificial Indian runner duck culture.
- Lancaster, F. M. (1963). The inheritance of plumage colour in the common duck.
- Crawford, R. D., red. (1990). Poultry Breeding and Genetics.
- Holderread, Dave (2001). Storey's Guide to Raising Ducks.
- Ashton, Mike; Ashton, Chris (2001). The Domestic Duck.
- Ashton, Mike; Ashton, Chris (2007). Colour Breeding in Domestic Ducks.